# Johann Michael Zeyher

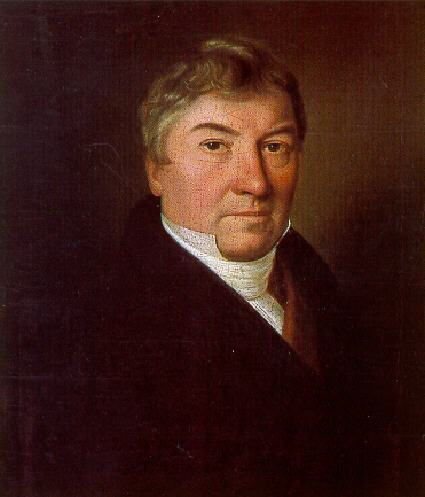
Johann Michael Zeyher

Johann Michael Zeyher (* 26. November 1770 in Obernzenn; † 23. April 1843 in Schwetzingen) war ein deutscher Gärtner und Botaniker. Sein offizielles botanisches Autorenkürzel lautet „J.Zeyh.“  Er ist der Onkel von Karl Ludwig Philipp Zeyher.

## Leben und Wirken
Der Sohn eines Hofgärtners und Kaiserlichen Geheimen Rates lernte zunächst Gärtner in Ansbach, wo er sich im Zuge des Umbaus der Sommerresidenz Triesdorf mit dem damals in Mode gekommenen englischen Gartenstil vertraut machen konnte. Neben den Anlagen von Ansbach gewann er Erfahrungen in den Gärten von Ludwigsburg, Basel, Mannheim und Darmstadt. Nach Studien in Ludwigsburg und auf der Karlsakademie in Stuttgart, wo er insbesondere die Fächer Geometrie, Algebra und Zeichnen belegte, floh er nach Karlsruhe, um nicht, da er hoch gewachsen war, in der Legion von Herzog Carl Eugen dienen zu müssen.
In Karlsruhe wurde er Volontär beim dortigen Hofgärtner Johann Michael Schweyckert, der vom Markgrafen aus England geholt wurde, um nun die Gartenanlagen von Karlsruhe nach englischem Vorbild umzugestalten. Auch Zeyher fand viele Anregungen von den neuen Ideen der englischen Gartenkunst.
Markgräfin Karoline Luise wurde auf Zeyher aufmerksam und vermittelte ihm eine Stelle als Gärtner in Basel, wo er 1792 bei einem Patrizier diente und, nachdem er 1794 die Tochter des Basler Stadtgärtners geheiratet hatte, Hofgärtner am Basler Palais von Markgraf Karl Friedrich wurde.
Durch seine Heirat mit einer Baslerin gefördert, bekam er aus der Schweiz zahlreiche Aufträge, die er neben seiner Stellung für den badischen Markgrafen erfüllte: er plante Gartenanlagen in den beiden Basel (z. B. am Landgut Bäumlihof bei Riehen) sowie in den Kantonen St. Gallen und Solothurn und in Schaffhausen (Fäsenstaubpark), Arbon und Altstetten.
1804 wurde Zeyher vom Kurfürsten Karl-Friedrich, dem 1803 die Kurpfalz zugefallen war, als Nachfolger von Friedrich Ludwig Sckell zum Hofgärtner in Schwetzingen bestellt. Karl-Friedrich soll ihn persönlich geprüft haben, ob er denn die exotischen Gehölze auch kenne. 1806 wurde Zeyher der Titel eines Gartendirektors verliehen. Mit dem Titel war auch die Oberaufsicht über alle herrschaftlich-badischen Gärten verbunden, zudem die Pflicht zur Einrichtung von Forstbaumschulen in jedem Forstamtsbezirk sowie die Direktion über Baumpflanzungen an sämtlichen Landstraßen.
Außerdem legte er ein Arboretum an, das die Forstausbildung begleiten und dem Forstnachwuchs die „Flora palatina“ nahebringen sollte. In einer Baumschule zog er auch exotische Gehölze nach, darunter Obstgehölze, die an private Gärten abgegeben wurden.
Zeyher, der ein ausgezeichneter Pflanzenkenner war, legte in Schwetzingen ein Herbarium an, das zeitweise von Karl Friedrich Schimper und Fridolin Spenner betreut wurde.
Obwohl Zeyhers Wirken den Schwerpunkt in Schwetzingen hatte, hat er auch an anderen Orten des neuen Kurfürsten- und späteren Großherzogtums Baden Aufgaben übernommen. 1805 plante er die öffentlichen Anlagen in Mannheim, die dann 1812 auch umgesetzt worden sind. In Karlsruhe wurde ihm die Planung der Wasserableitung des Schlossplatzes übertragen. Zusammen mit Friedrich Weinbrenner plante er die neuen Parkanlagen in Karlsruhe. Großherzog Ludwig übertrug ihm die Planung der Anlagen bei den römischen Bädern in Badenweiler, Großherzog Leopold die der neuen Anlagen längs der Lichtentaler Allee in Baden-Baden.
Da Zeyher kinderlos war, vermachte er der Stadt Schwetzingen in seinem letzten Willen einen großen Teil seines Vermögens. Für seine Verdienste wurde ihm 1825 das Ritterkreuz des Zähringer Löwenordens und 1835 die Ehrenbürgerschaft von Schwetzingen verliehen. 1826 wurde er zum Großherzoglichen Geheimen Hofrat ernannt.
In seinem Haus verkehrten neben jungen Botanikern und Gärtnern auch bekannte Persönlichkeiten seiner Zeit, so Johann Peter Hebel, der während einer Schulinspektion 1826 in Zeyhers Haus übernachtete und dort überraschend starb.
1828 war Zeyher Mitglied der Zweiten Kammer der Badischen Ständeversammlung.
Zeyher wurde auf dem alten Friedhof in Schwetzingen beerdigt, 1870 wurde er auf den neuen Friedhof umgebettet, wo sein Grabmal noch heute steht.

## Ehrungen
Nach ihm ist die Pflanzengattung Zeyheria Mart. aus der Familie der Trompetenbaumgewächse (Bignoniaceae) benannt. Die Pflanzengattung Zeyheria A.Spreng. aus der Familie der Korbblütler (Asteraceae) ehrt Johann Michael Zeyher und Karl Ludwig Philipp Zeyher. Ferner befindet sich in Schwetzingen eine nach ihm benannte Straße.

## Werke
- Gartendirector Zeyher und G. Roemer: Beschreibung der Gartenanlagen zu Schwetzingen. Unveränderter Nachdruck der Originalausgabe. (Daraus Angaben zur Biographie Zeyhers im Nachwort). Kehrer Verlag 1983.